# Slowenien beim Junior Eurovision Song Contest
Teilnehmende Rundfunkanstalt
RTVSLO
Erste Teilnahme
2014
Bisher letzte Teilnahme
2015
Anzahl der Teilnahmen
2 (Stand 2015)
Höchste Platzierung
3 (2015)
Höchste Punktzahl
112 (2015)
Niedrigste Punktzahl
29 (2014)
Punkteschnitt (seit erstem Beitrag)
70,50 (Stand 2015)
Punkteschnitt pro abstimmendem Land im 12-Punkte-System
3,47 (Stand 2015)
Dieser Artikel befasst sich mit der Geschichte Sloweniens als Teilnehmer am Junior Eurovision Song Contest.

## Vorentscheide

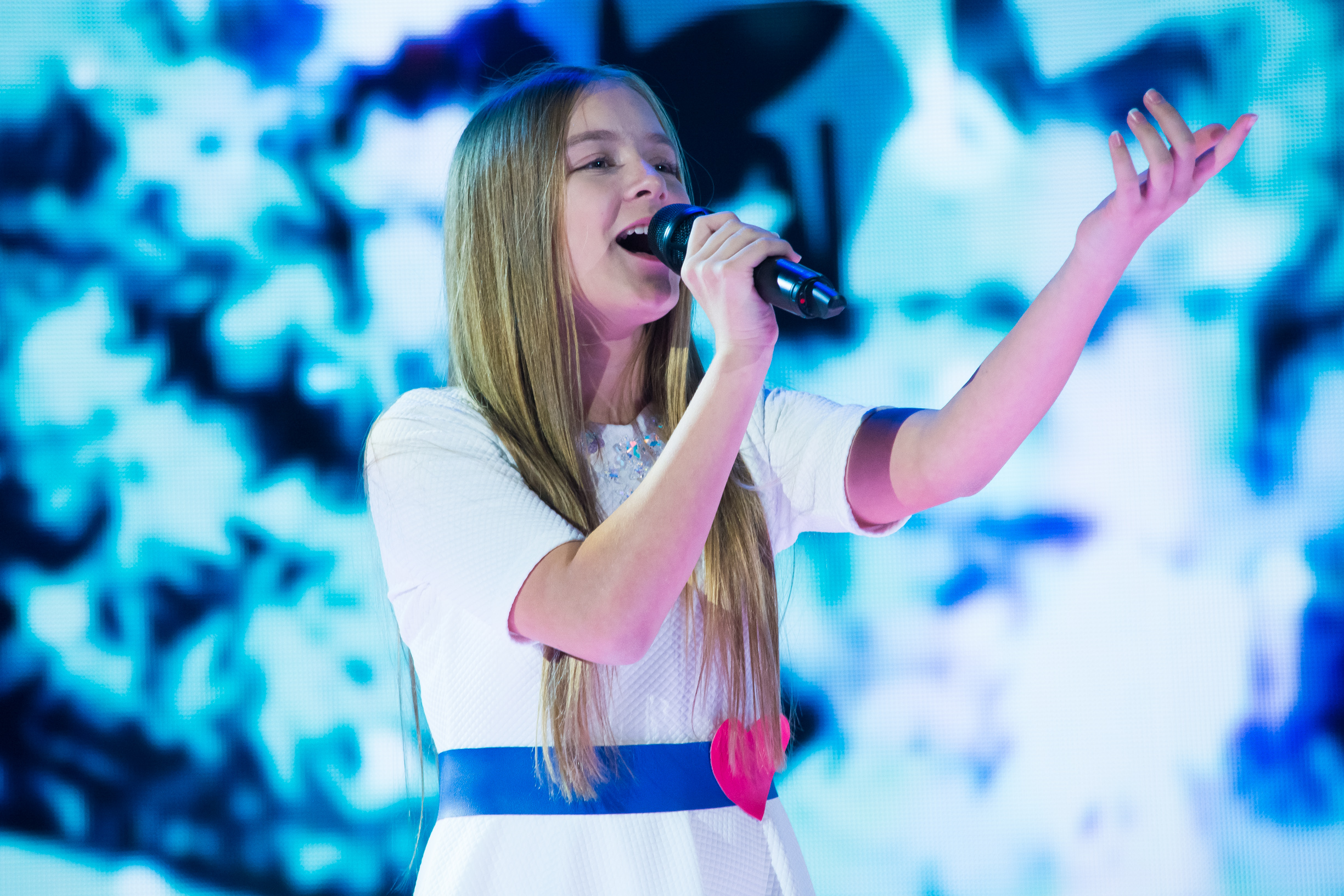
Lina Kuduzović 2015 in Sofia

2014 wurde Ula Ložar intern ausgewählt, ebenso ihr Beitrag „Nisi sam“. 2015 gab es erstmals einen slowenischen JESC-Vorentscheid namens Mini EMA (in Anlehnung an die ESC-Vorentscheidung EMA). Dabei wurden sechs Beiträge auf zwei Halbfinals aufgeteilt, wo jeweils der Sieger das Finale am 4. Oktober 2015 erreichte, das Lina Kuduzovič gewann.

## Teilnahme am Wettbewerb
Es gab bereits im Juli 2014 Gerüchte, dass Slowenien mit der EBU in Gesprächen bezüglich eines Debüts beim JESC war. Am 19. August wurde bestätigt, dass Slowenien 2014 in Marsa zum ersten Mal teilnehmen wird. Der erste Beitrag wurde intern ausgewählt und am 5. Oktober veröffentlicht. Man erreichte einen zwölften Platz mit 29 Punkten. 2015 erreichte Slowenien mit „Prva ljubezen“ erstmals bei einem Eurovision Song Contest einen der Medaillenränge und wurde mit 112 Punkten Dritter. 2016 sagte Slowenien aufgrund von Änderungen im Reglement des Wettbewerbs seine Teilnahme ab. Auch in den Folgejahren kehrte RTVSLO nicht zum Wettbewerb zurück und schloss eine Teilnahme in Zukunft zudem aus finanziellen Gründen aus.

## Liste der Beiträge
| Jahr      | Interpret                | Titel (Musik / Text)                                                      | Sprache                  | Übersetzung              | Platz Teilnehmer (gesamt) | Punkte                   |
| --------- | ------------------------ | ------------------------------------------------------------------------- | ------------------------ | ------------------------ | ------------------------- | ------------------------ |
| 2014      | Ula Ložar                | Nisi sam (Ula Ložar, Raay, Marjetka Vovk, Erika Mager, Lucienne Lonchina) | Slowenisch, Englisch     | Du bist nicht allein     | 12 / 16                   | 29                       |
| 2015      | Lina Kuduzović           | Prva ljubezen (Lina Kuduzović, Raay, Marjetka Vovk, Sabina Kuduzović)     | Slowenisch, Englisch     | Erste Liebe              | 3 / 17                    | 112                      |
| seit 2016 | Auf Teilnahme verzichtet | Auf Teilnahme verzichtet                                                  | Auf Teilnahme verzichtet | Auf Teilnahme verzichtet | Auf Teilnahme verzichtet  | Auf Teilnahme verzichtet |

## Punktevergabe
Folgende Länder erhielten die meisten Punkte von oder vergaben die meisten Punkte an Slowenien:
| Die meisten vergebenen Punkte | Die meisten vergebenen Punkte | Die meisten vergebenen Punkte |
| Platz                         | Land                          | Punkte                        |
| ----------------------------- | ----------------------------- | ----------------------------- |
| 1                             | Armenien                      | 18                            |
| 1                             | Malta                         | 18                            |
| 2                             | Russland                      | 13                            |
| 3                             | Italien                       | 12                            |
| 3                             | Serbien                       | 12                            |
| 4                             | Bulgarien                     | 11                            |
| 5                             | Albanien                      | 8                             |

| Die meisten erhaltenen Punkte | Die meisten erhaltenen Punkte | Die meisten erhaltenen Punkte |
| Platz                         | Land                          | Punkte                        |
| ----------------------------- | ----------------------------- | ----------------------------- |
| 1                             | Armenien                      | 12                            |
| 1                             | Niederlande                   | 12                            |
| 2                             | Ukraine                       | 10                            |
| 3                             | Belarus                       | 9                             |
| 4                             | Bulgarien                     | 8                             |
| 4                             | Russland                      | 8                             |
| 4                             | Serbien                       | 8                             |
| 5                             | Italien                       | 7                             |

Stand: 2015